# Paul Goerg
Paul Goerg is een champagnehuis dat in 1950 in Vertus werd gesticht. De cuvée de prestige van het huis is de Cuvée Lady (Vintage). Het huis is een samenwerkingsverband van een aantal wijnboeren. Zij kozen de naam van Paul Goerg, een burgemeester van Vertus in de 19e eeuw, als naam van hun champagnehuis.
Het huis exploiteert een wijngaard van 120 hectare en legt zich vooral toe op het verwerken van de premier cru chardonnay uit de Côte des Blancs. De pinot meunier wordt niet gebruikt.